# Вашингтон Тауншип (округ Клеріон, Пенсільванія)
Вашингтон Тауншип (англ. Washington Township) — селище (англ. township) в США, в окрузі Клеріон штату Пенсільванія. Населення — 1865 осіб (2020).

## Демографія
Згідно з переписом 2010 року, у селищі мешкало 1887 осіб у 722 домогосподарствах у складі 511 родини. Було 1096 помешкань
Расовий склад населення:
| - 98,8 % — білих - 0,4 % — корінних американців - 0,2 % — чорних або афроамериканців |

До двох чи більше рас належало 0,5 %. Частка іспаномовних становила 0,4 % від усіх жителів.
За віковим діапазоном населення розподілялося таким чином: 27,0 % — особи молодші 18 років, 56,3 % — особи у віці 18—64 років, 16,7 % — особи у віці 65 років та старші. Медіана віку мешканця становила 39,3 року. На 100 осіб жіночої статі у селищі припадало 104,7 чоловіків;  на 100 жінок у віці від 18 років та старших — 99,0 чоловіків також старших 18 років.
Середній дохід на одне домашнє господарство  становив 57 931 долар США (медіана — 48 417), а середній дохід на одну сім'ю — 65 766 доларів (медіана — 56 042). Медіана доходів становила 41 333 долари для чоловіків та 29 531 долар для жінок. За межею бідності перебувало 17,2 % осіб, у тому числі 25,7 % дітей у віці до 18 років та 15,6 % осіб у віці 65 років та старших.
Цивільне працевлаштоване населення становило 778 осіб. Основні галузі зайнятості: освіта, охорона здоров'я та соціальна допомога — 19,3 %, виробництво — 16,1 %, мистецтво, розваги та відпочинок — 10,2 %, транспорт — 9,4 %.